# Sicyodes oenopa
Sicyodes oenopa là một loài bướm đêm trong họ Geometridae.